# Paks
Paks è una cittadina di quasi ventimila abitanti situata nella contea di Tolna, nell'Ungheria centro-meridionale. Oggigiorno è nota per il fatto che ospita l'unica centrale nucleare dell'Ungheria.

## Storia
Nei suoi pressi si trovava l'antico castrum romano di Lussonium, almeno fin dall'epoca dei Flavi. Nel Medioevo era un piccolo centro agrario, dedito, in primis, alla viticoltura. Dopo la dominazione turca e la guerra di liberazione di Francesco II Rákóczi venne ripopolata, oltre che daungheresi, anche da un cospicuo numero di Svevi del Danubio. 

## Società

### Religione
La più vasta parte della popolazione è cattolica, poi protestante luterana e calvinista. Gli ebrei antichi vi sono sterminati nella seconda guerra mondiale.

## Attrazioni e monumenti da vedere

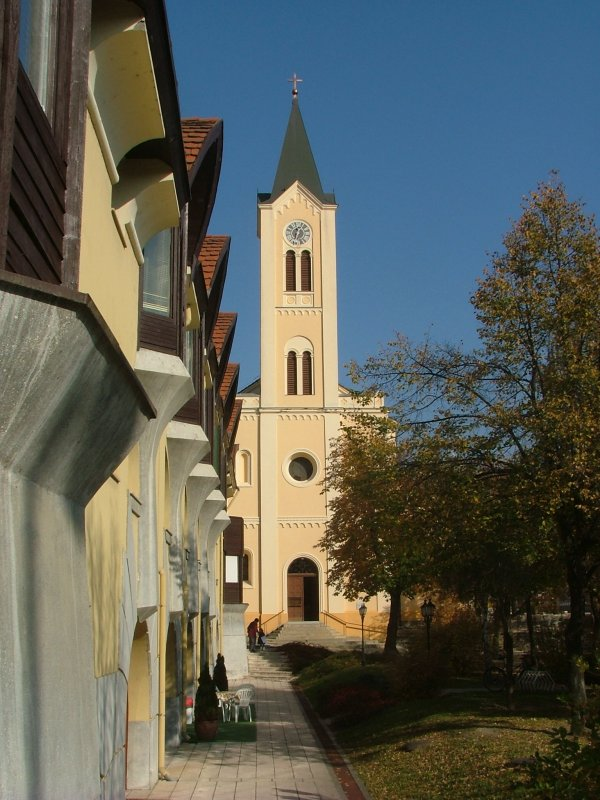
Chiesa del Sacro Cuore di Gesù, edificata nel 1901

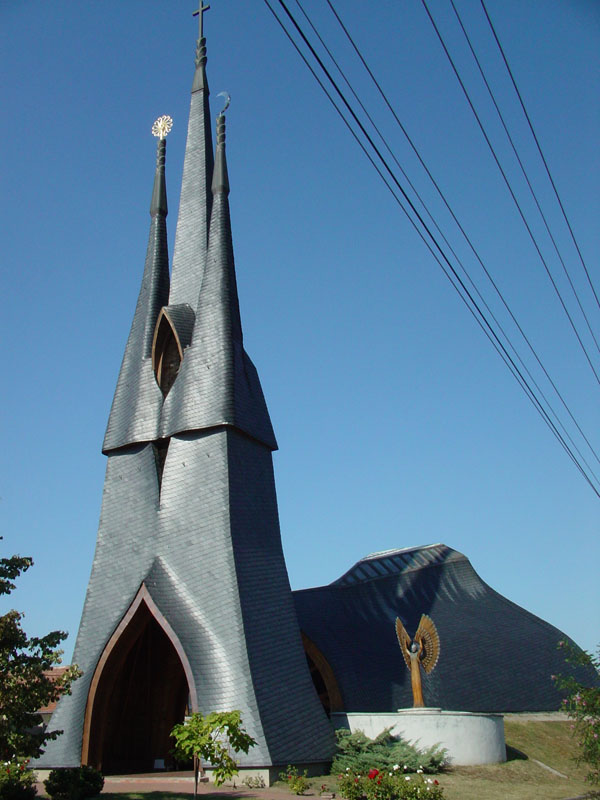
Chiesa dello Spirito Santo

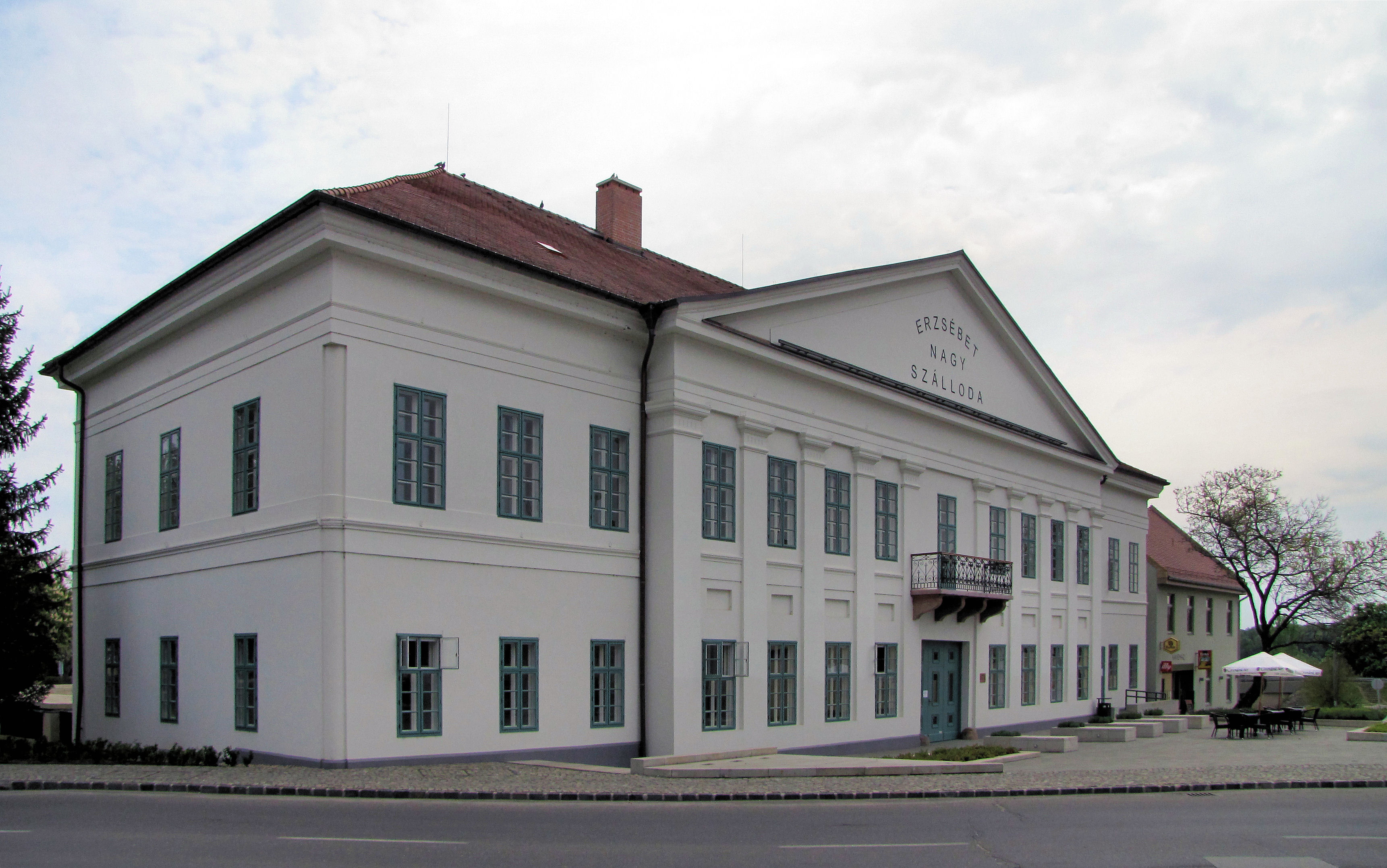
Grand Hotel Elisabetta di Baviera

- Chiesa cattolica sacrificata al nome del Sacro Cuore di Gesù (in stile neo-orientale, dell'inizio Novecento)
- Chiesa cattolica nuova dello Santo Spirito (architetto Imre Makovecz)
- Chiesa luterana del XVIII secolo
- Chiesa calvinista dall'inizio dell'Ottocento
- Sinagoga trasformata in biblioteca
- Grandhotel Sissi
- Case di campagna delle famiglie nobili, trasformate a scuole o musei
- Centro della cultura
- Centro d'informazioni sulla centrale nucleare
- Festival Gastroblues in ogni estate con partecipanti anche noti mondiali
- Festival in rispetto a Santo Stefano d'Ungheria, il 20 agosto
- Festival della pulisca (polenta) in settembre
- Festival della vendemmia d'autunno

## Istruzione scolastica
Ci sono tre scuole superiori nella città: due licei (uno di essi per l'istruzione professionisti per l'energetica). Quattro le scuole elementari ed otto scuole materne servono inoltre la gioventù.

## Amministrazione

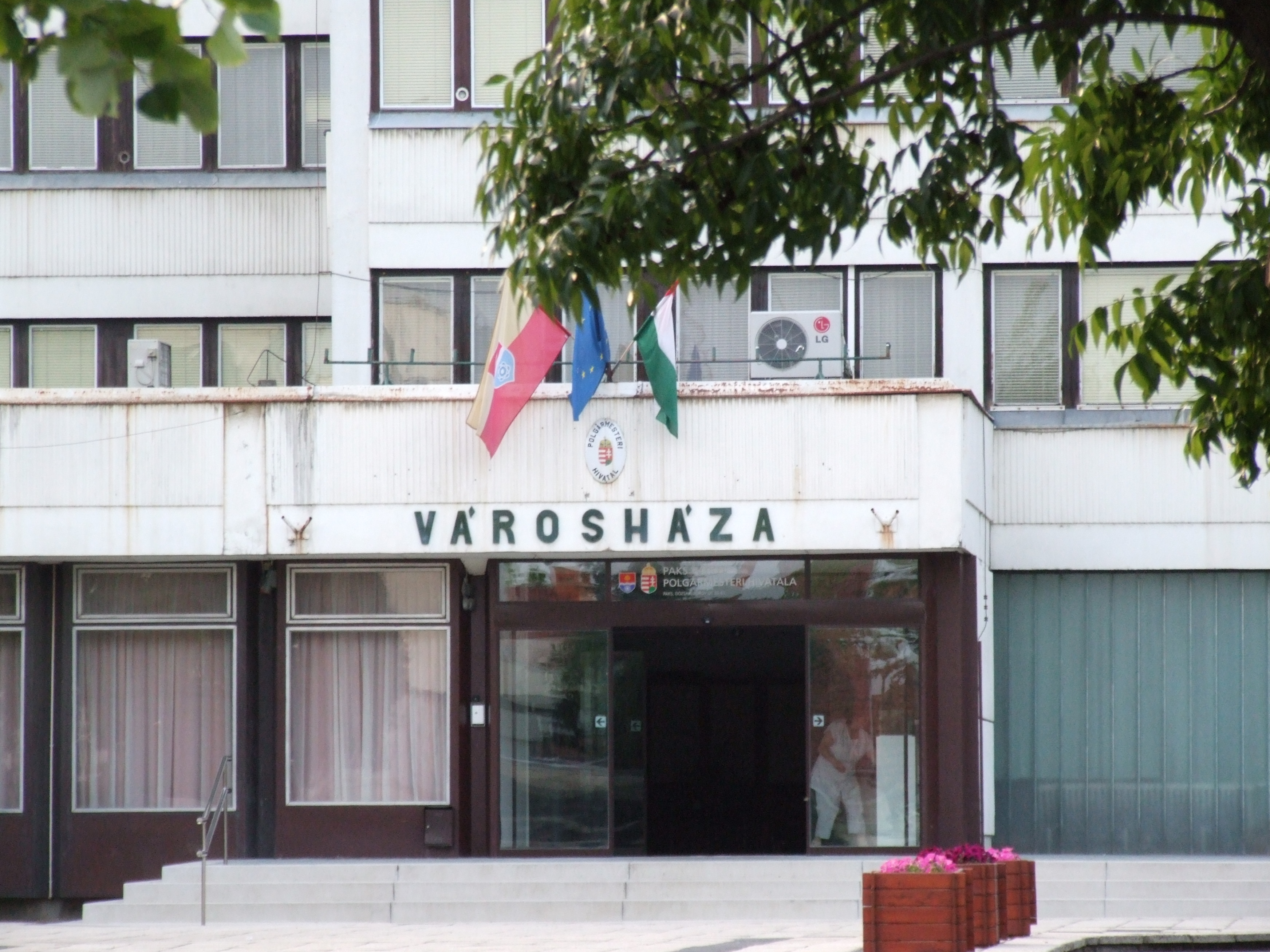
Ingresso al municipio

### Gemellaggi
Paks è gemellata con:
- Galanta, Slovacchia
- Frýdlant nad Ostravicí, Repubblica Ceca
- Sokolov, Repubblica Ceca
- Ignalina, Lituania
- Carbonia, Italia
- Loviisa, Finlandia
- Karlshamn, Svezia
- Lauda-Königshofen, Germania
- Hückeswagen, Germania
- Târgu Secuiesc, Romania
- Pernik, Bulgaria
- Gornji Vankuf-Uskopolje, Bosnia e Herzegovina
- Vyšk, Ucraina
- Novovoronež, Russia
- Milton Keynes, Regno Unito

## Sport

### Pallacanestro
La squadra locale, l'Atomerőmű, ha vinto 4 titoli nazionali, rispettivamente nel 2002, 2005, 2006 e 2009.

### Calcio
La squadra principale della città è il Paksi Sportegyesület. Milita nella massima serie.

### Campioni di sport
- Antal Kovács, judoka, medaglia d'oro alle Olimpiadi del 1992
- György Kozmann, canoista, due medaglie olimpiche di bronzo del 2004 e 2008 e più volte campione del mondo
- Ákos Braun, judoka, campione europeo ad Amsterdam e mondiale a Il Cairo nel 2005
- Károly Balzsay, pugile professionista, campione del mondo e 7 volte campione nazionale
- Péter Ács, gran maestro internazionale di scacchi.

### Sport agonistico
Ci sono tanti sport agonistici a Paks, come il ciclismo, ginnastica ritmica, twirling, ecc.

## Servizi sociali
- Ordinatorio medico con anche la chirurgia ad una giornata
- Centro balneoterapico (sta finendo la costruzione)
- Piscine, due in coperto e 3 in aperto
- Pista a ghiaccio artificiale
- Palestra per pallacanestro
- Palestre in 5 scuole locali
- Due piste da calcio in aperto (una con pista da corso)
- Campi da tennis